# Leon Forbert
Leon Forbert, także Leo Forbert (ur. 6 lutego 1880 w Płocku, zm. 21 lipca 1938 w Warszawie) – polski fotograf, producent filmowy, reżyser i projektant dekoracji filmowych żydowskiego pochodzenia, założyciel studia filmowego Leo-Film.

## Życiorys

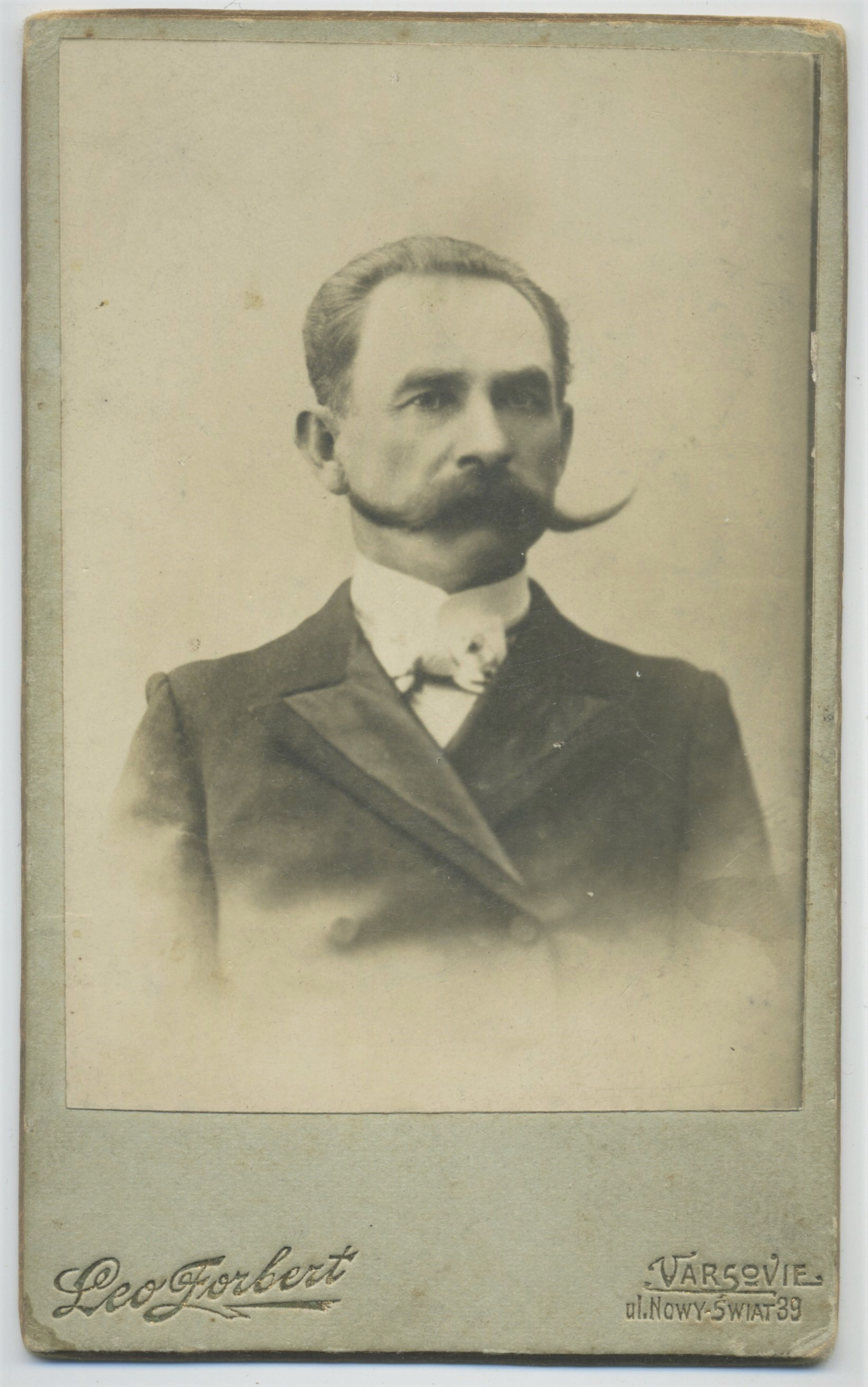
Fotografia nieznanego mężczyzny wykonana w atelier Leo Forberta, ok. 1910

W latach około 1906-1920 prowadził własny zakład fotograficzny przy ulicy Nowy Świat 39 w Warszawie. Stale poszukiwał nowatorskich rozwiązań, żywo interesował się rozwojem branży fotograficznej i filmowej, chętnie i z dużym wyczuciem portretował sławy środowiska aktorskiego. W swoim atelier wprowadził m.in. portret wielokrotny. W roku 1922 wspólnie z kuzynem Sewerynem Steinwurzelem założył wytwórnię filmową Meteor, po dołączeniu w 1923 roku Henryka Bojma, działającą pod nazwą Efes Film, a od 1926 jako Leo-Film. W roku 1926 wyjechał na dwa lata do Australii. Po powrocie do Warszawy kontynuował przygodę z realizacją filmów. Około roku 1931 wspólnie z Henrykiem Bojmem utworzył agencję fotograficzną Foto Bojm-Forbert, obsługującą warszawskie dzienniki. Firma działa do roku 1939 w lokalu przy ulicy Wierzbowej 11. Po śmierci Leo Forberta, Bojm prowadził firmę z jego synami Adolfem Forbertem (1911-1992) oraz Władysławem Forbertem (1915-2001). 

## Kariera
| - 1937: Ślubowanie - 1934: Świt, dzień i noc Palestyny - 1929: W lasach polskich - 1925: Jeden z 36 - 1925: Nowa Palestyna i otwarcie uniwersytetu w Jerozolimie - 1924: Ślubowanie | - 1929: W lasach polskich - 1928: Kropka nad i - 1927: The Miner's Daughter |